# ژرمانیتسه
ژرمانیتسه (به لاتین: Žermanice) یک منطقهٔ مسکونی در جمهوری چک است که در شهرستان فریدک-میستک واقع شده‌است. ژرمانیتسه ۳٫۴۲ کیلومتر مربع مساحت و ۲۴۰ نفر جمعیت دارد و ۲۶۸ متر بالاتر از سطح دریا واقع شده‌است.